# Кокосові малайці

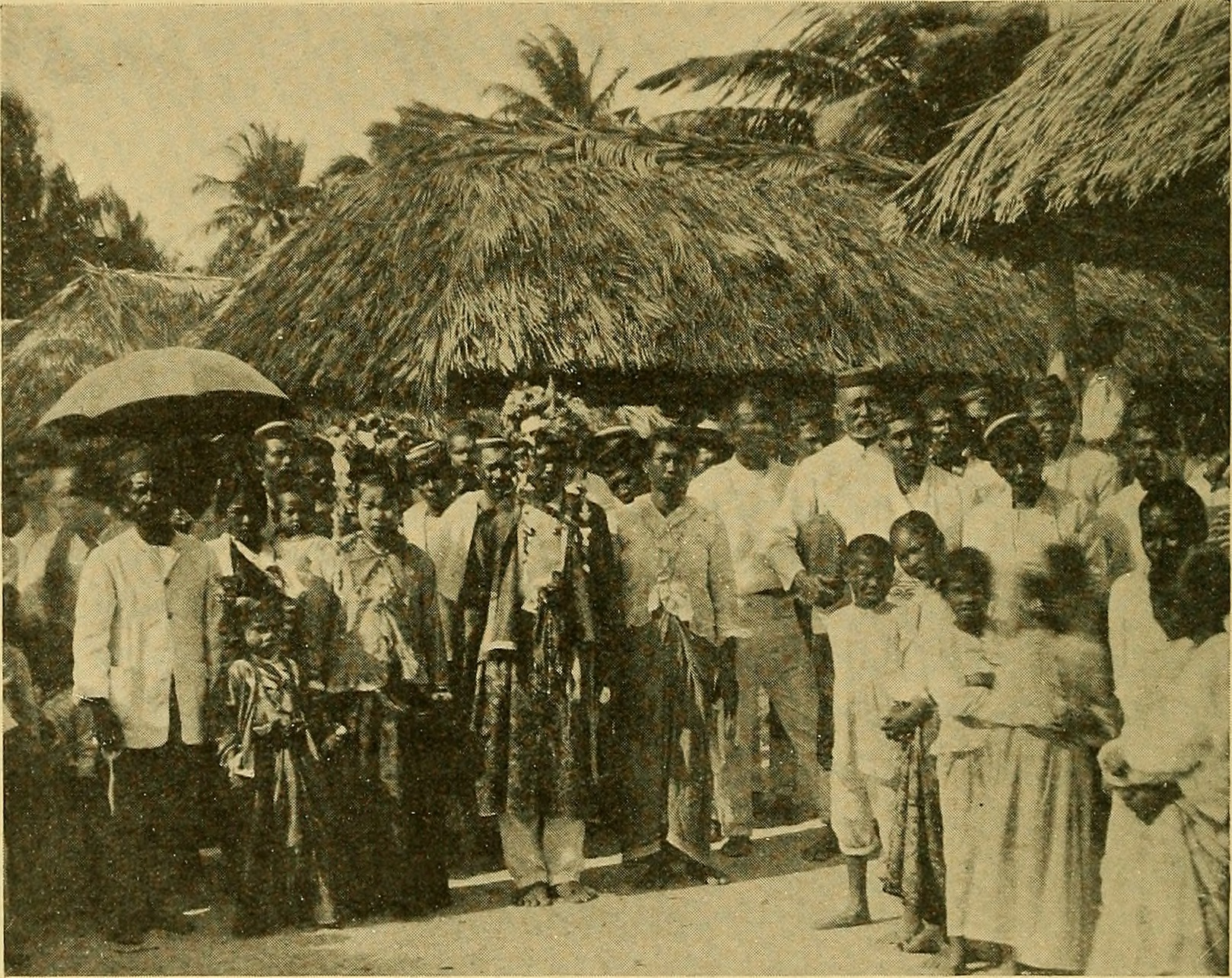
Весільне свято на Кокосових островах у 1912 році.

Кокосові малайці (малай. Orang Melayu (Keeling) Kokos, Ong Pulu Kokos, джаві: ملايو كوكوس; англ. Cocos (Keeling) Malays) — населення Кокосових (Килінг) островів, які входять сьогодні до складу держави Австралія. Незважаючи на асиміляцію в малайську культуру, вони відносяться до малайської раси, що походить з Балі, Біми, Сулавесі, Мадури, Сумбави, Тимору, Суматри, Пасір-Кутаї, Малакки, Пенанги, Батавії та Сіребони.

## Історія

### Батьківщина
Вважається, що перші малайці прибули і влаштувалися на островах у 1826 році, «коли англійський авантюрист Олександр Гер привіз туди свій малайський гарем та рабів», а також на острів у примусовому порядку переселили малайських робітників для вирощування кокосових пальм, збирання врожаю кокосів, виробництва копри і кокосової олії. У 1827 році Джон Клюні-Росс оселився на островах зі своєю родиною і змінив життя малайських рабів, почавши механізацію сільського господарство. У 1836 році Чарльз Дарвін відвідав Кокосові острови і зазначив, що на ньому проживало більше сотні малайців, які, хоча формально були вільними людьми, фактично жили в жахливих рабських умовах.
Острови були анексовані Великою Британією в 1857 році, а 7 липня 1886 року надані королевою Вікторією сімейству Клюніз-Россів в безстрокове володіння. З 23 листопада 1955 року передані під управління Австралії. 1 вересня 1978 року австралійський уряд викупив у нащадка Клуніз-Росса практично всю землю, залишки територій були викуплені в 1986 році. 6 квітня 1984 року було проведено референдум про самовизначення островів. Більшість висловилася за збереження архіпелагу в складі Австралії. Відтоді острови перейшли під суверенітет Австралії, а головою держави є британський монарх в Австралії як голова Співдружності націй, представником якого за пропозицією прем'єр-міністра Австралії території призначається адміністратор.

### Кокосові малайці в Малайзії
Кокосові малайці в Малайзії проживають переважно в декількох селах, відомих як кокосові кампунги, недалеко від Лахад-Дату і Тавау в області Тавау Сабаху. З Кокосових островів вони оселилися тут у 1950-х роках після того, як їх привезли британці. Число емігрантів першої хвилі становило 20 осіб, потім воно збільшилося з розширенням поселення до Лахад-Дату. Культура тісно пов'язана з малайським народом у Малайзії, а сьогоднішнє населення в Сабасі становить близько 4000 осіб, приблизно у вісім разів більше населення Кокосових островів. Кокосовим малайцям надано статус буміпутра від малайзійського уряду.

## Релігія
Більшість кокосових малайців на 2002 рік сповідують іслам суннітського толку (80%).Наприкінці Рамадану проводиться свято розговіння — Hari Raya Puasi.

## Костюм

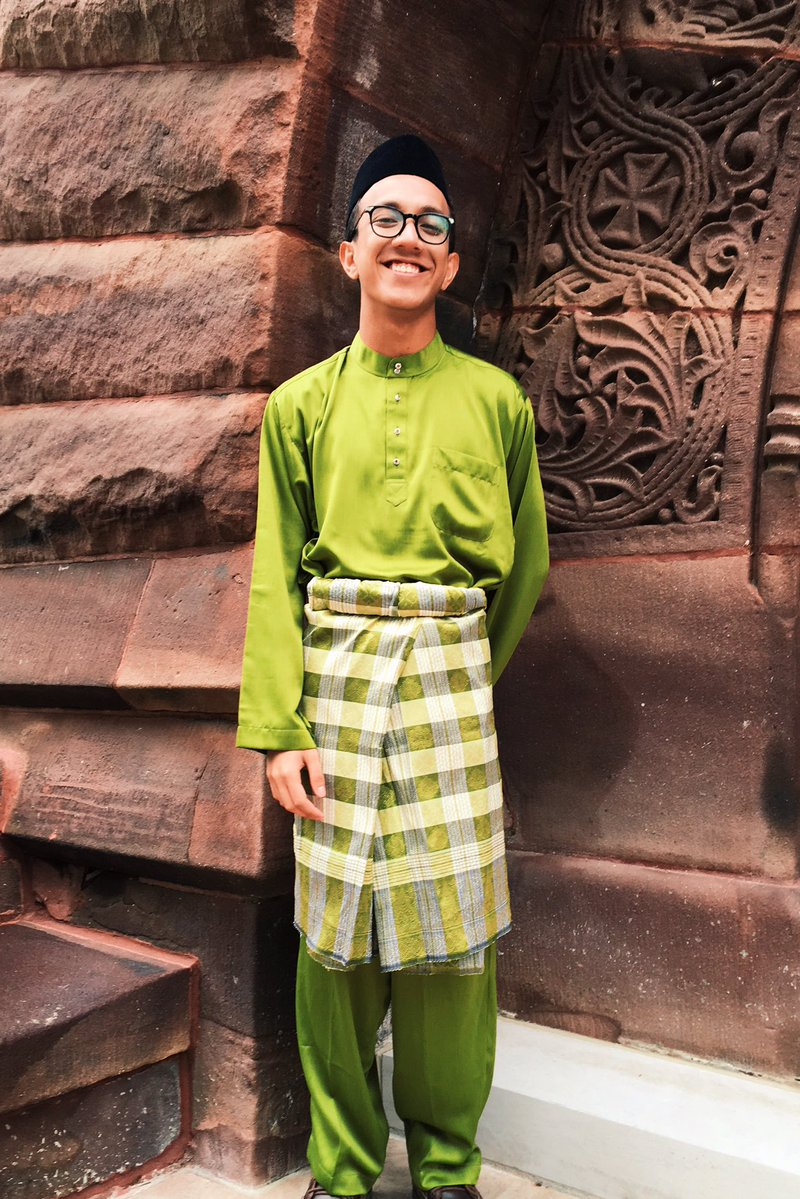
Баю-мелаю.

У кокосових малайців є дрес-код: "баю-кебайя" для жінок і "баю-мелаю" для чоловіків. Баю-кебайя складається з вільної туніки, заколотої біля коміра брошкою, і яка носиться поверх спідниці або саронгу. Баю-мелаю — вільна сорочка (з коміром і трьома й більше гудзиками або без коміра з вирізом). Вбрання з'явилися в результаті змішування культур — яванської та шотландської.

## Мова
Для кокосових малайців характерно мовне різноманіття, зване "Basa Pulu Kokos" або "Bahasa Cocos". У мові використовується сленг, слова змінюють значення. Мова відноситься до бетаві — змішання мов джакартських креолів, малайської та індонезійської (також яванської, сунданської та хоккін, від яких бетаві і походить) з місцевою вимовою та елементами англійської та шотландської мов. Більшість також вільно володіє і австралійським варіантом англійської мови.

### Текноніми
Поширена практика іменування людей із використанням імен їхніх дітей:
- Якщо Юсрі — підліток, тоді Mak-Юсрі (мати Юсрі) стає Wak-Юсрі.
- Якщо у Юсрі, хто зараз Man-Юсрі, є дитина на ім'я Мустафа, то Wak-Юсрі стає Nek для Мустафи, а Man-Юсрі — Pak Мустафе.
- Якщо у Мустафи, хто зараз Man і підліток, є дитина на ім'я Буді, тоді Pak-Мустафа стає Nek для Буді.